# Tania Cagnotto
Tania Cagnotto (Bolzano, 15 de mayo de 1985) es una deportista italiana que compitió en saltos de trampolín y plataforma. Es hija del saltador Franco Cagnotto.
Participó en cinco Juegos Olímpicos de Verano, entre los años 2000 y 2016, obteniendo dos medallas en Río de Janeiro 2016, plata en la prueba sincronizada (junto con Francesca Dallapè) y bronce en la individual. Además ocupó el octavo lugar en Atenas 2004 (individual), el quinto en Pekín 2008 (individual) y el cuarto en Londres 2012 (individual y sincronizado).
Ganó diez medallas en el Campeonato Mundial de Natación entre los años 2005 y 2015, y 29 medallas en el Campeonato Europeo de Natación entre los años 2002 y 2016.

## Palmarés internacional
| Juegos Olímpicos   | Juegos Olímpicos         | Juegos Olímpicos  | Juegos Olímpicos           |
| Año                | Lugar                    | Medalla           | Prueba                     |
| ------------------ | ------------------------ | ----------------- | -------------------------- |
| 2016               | Río de Janeiro (Brasil)  | Medalla de plata  | Trampolín 3 m sincro       |
| 2016               | Río de Janeiro (Brasil)  | Medalla de bronce | Trampolín 3 m              |
| Campeonato Mundial |                          |                   |                            |
| Año                | Lugar                    | Medalla           | Prueba                     |
| 2005               | Montreal (Canadá)        | Medalla de bronce | Trampolín 3 m              |
| 2007               | Melbourne (Australia)    | Medalla de bronce | Trampolín 3 m              |
| 2009               | Roma (Italia)            | Medalla de plata  | Trampolín 3 m sincro       |
| 2009               | Roma (Italia)            | Medalla de bronce | Trampolín 3 m              |
| 2011               | Shanghái (China)         | Medalla de bronce | Trampolín 1 m              |
| 2013               | Barcelona (España)       | Medalla de plata  | Trampolín 1 m              |
| 2013               | Barcelona (España)       | Medalla de plata  | Trampolín 3 m sincro       |
| 2015               | Kazán (Rusia)            | Medalla de oro    | Trampolín 1 m              |
| 2015               | Kazán (Rusia)            | Medalla de bronce | Trampolín 3 m              |
| 2015               | Kazán (Rusia)            | Medalla de bronce | Trampolín 3 m sincro mixto |
| Campeonato Europeo |                          |                   |                            |
| Año                | Lugar                    | Medalla           | Prueba                     |
| 2002               | Berlín (Alemania)        | Medalla de plata  | Plataforma 10 m            |
| 2002               | Berlín (Alemania)        | Medalla de bronce | Trampolín 3 m sincro       |
| 2004               | Madrid (España)          | Medalla de oro    | Plataforma 10 m            |
| 2004               | Madrid (España)          | Medalla de bronce | Trampolín 1 m              |
| 2008               | Eindhoven (Países Bajos) | Medalla de oro    | Plataforma 10 m            |
| 2008               | Eindhoven (Países Bajos) | Medalla de bronce | Plataforma 10 m sincro     |
| 2009               | Turín (Italia)           | Medalla de oro    | Trampolín 1 m              |
| 2009               | Turín (Italia)           | Medalla de oro    | Trampolín 3 m              |
| 2009               | Turín (Italia)           | Medalla de oro    | Trampolín 3 m sincro       |
| 2010               | Budapest (Hungría)       | Medalla de oro    | Trampolín 1 m              |
| 2010               | Budapest (Hungría)       | Medalla de oro    | Trampolín 3 m sincro       |
| 2011               | Turín (Italia)           | Medalla de oro    | Trampolín 1 m              |
| 2011               | Turín (Italia)           | Medalla de oro    | Trampolín 3 m sincro       |
| 2011               | Turín (Italia)           | Medalla de bronce | Trampolín 3 m              |
| 2012               | Eindhoven (Países Bajos) | Medalla de oro    | Trampolín 3 m sincro       |
| 2012               | Eindhoven (Países Bajos) | Medalla de plata  | Trampolín 1 m              |
| 2013               | Rostock (Alemania)       | Medalla de oro    | Trampolín 1 m              |
| 2013               | Rostock (Alemania)       | Medalla de oro    | Trampolín 3 m sincro       |
| 2013               | Rostock (Alemania)       | Medalla de plata  | Trampolín 3 m              |
| 2014               | Berlín (Alemania)        | Medalla de oro    | Trampolín 1 m              |
| 2014               | Berlín (Alemania)        | Medalla de oro    | Trampolín 3 m sincro       |
| 2014               | Berlín (Alemania)        | Medalla de plata  | Trampolín 3 m              |
| 2015               | Rostock (Alemania)       | Medalla de oro    | Trampolín 1 m              |
| 2015               | Rostock (Alemania)       | Medalla de oro    | Trampolín 3 m              |
| 2015               | Rostock (Alemania)       | Medalla de oro    | Trampolín 3 m sincro       |
| 2016               | Londres (Reino Unido)    | Medalla de oro    | Trampolín 1 m              |
| 2016               | Londres (Reino Unido)    | Medalla de oro    | Trampolín 3 m              |
| 2016               | Londres (Reino Unido)    | Medalla de oro    | Trampolín 3 m sincro       |
| 2016               | Londres (Reino Unido)    | Medalla de plata  | Trampolín 3 m sincro mixto |